# Theodoor Verstraete

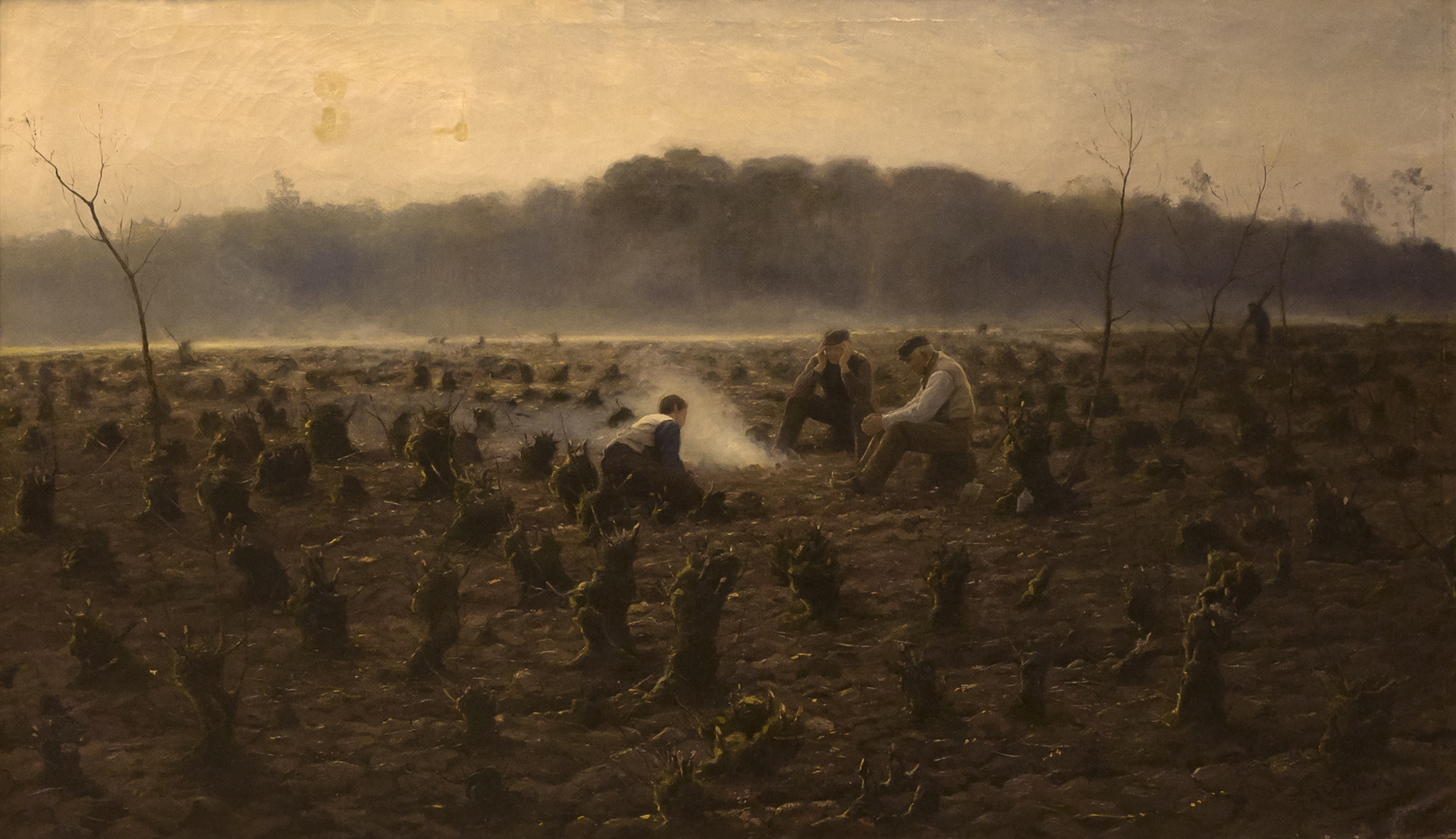
De stronken, Museum voor Schone Kunsten, Doornik

Theodoor Verstraete (Gent, 5 januari 1850 – Antwerpen, 8 januari 1907) was een Belgische kunstschilder van landschappen en marines.
Verstraete maakte de opkomst van het Franse impressionisme mee, ofschoon zijn stijl aanvankelijk realistisch bleef. Als leerling van Jacob Jacobs, leraar sinds 1843, kreeg hij zijn academische vorming aan de Antwerpse Academie. Hij ging te Brasschaat wonen in 1880 en verbleef in Zeeland tussen 1886 en 1890.
Intussen had hij al meegewerkt, als lid-medestichter, aan het ontstaan van de Brusselse progressistische kunstenaarsgroep Les XX, in 1883, onder impuls van de jurist Octave Maus, naast tijdgenoten als James Ensor, Willy Finch, Willy Schlobach en Théo Van Rysselberghe. In 1891 behoorde hij tot de medestichters van de Antwerpse groep De XIII.
Zijn gevoeligheid voor de natuur, de zee en de grote horizonten van de Kempen lieten hem toe zijn lichtspelingen en atmosferische vibraties in kleur te brengen, zodat hij doorging als een der betere gangmakers van het Belgische postimpressionisme. Zowel psychisch als fysiek kende Theodoor Verstraete echter veel tegenslag. Hij verloor zijn gezichtsvermogen in 1895 en zijn overemotionele gesteldheid leidde tot krankzinnigheid in zijn laatste levensjaren.
Werk van hem wordt bewaard in de musea van Antwerpen, Brussel, Gent en Doornik. In 1909 werd een monument voor Theodoor Verstraete ingehuldigd in het Stadspark van Antwerpen. Het werd gebeeldhouwd door Guillaume Charlier en stelt de schilder voor terwijl hij werkt aan zijn doek Naar de dodenwake. De Door Verstraetelei in Brasschaat is naar hem vernoemd.
- International Standard Name Identifier: 0000 0000 6893 5321
- RKD-Nederlands Instituut voor Kunstgeschiedenis: 80711
- Union List of Artist Names: 500042630
- Virtual International Authority File: 95959407